# Pars massaricia
Nel Medioevo, la pars massaricia (o anche massaricium, "massaricio" o tenimenta) rappresentava la parte della curtis costituita dai mansi, piccole parti di terreno date in affitto a contadini detti massari. I massari dovevano dare una parte dei loro raccolti al signore e dedicare alcuni giorni della settimana detti corvées ad aiutare i servi della gleba ad arare la terra nella pars dominica.